# Leptosiaphos
Leptosiaphos is een geslacht van hagedissen uit de familie skinken (Scincidae). 

## Naam en indeling
De wetenschappelijke naam van de groep werd voor het eerst voorgesteld door Karl Patterson Schmidt in 1943. Er zijn achttien soorten, de meest recent beschreven soort is Leptosiaphos koutoui uit 2004. 

## Verspreiding en habitat
Alle soorten komen voor in delen van Afrika, ten zuiden van de Sahara. De verschillende soorten leven in de landen Burundi, Congo-Kinshasa, Kameroen, Nigeria, Oeganda, Rwanda, Soedan en Tanzania.

## Soorten
Het geslacht omvat de volgende soorten, met de auteur en het verspreidingsgebied.
| Naam                          | Auteur                                   | Verspreidingsgebied                                |
| ----------------------------- | ---------------------------------------- | -------------------------------------------------- |
| Leptosiaphos aloysiisabaudiae | Peracca, 1907                            | Congo-Kinshasa, Kameroen, Nigeria, Oeganda, Soedan |
| Leptosiaphos amieti           | Perret, 1973                             | Kameroen                                           |
| Leptosiaphos blochmanni       | Tornier, 1903                            | Congo-Kinshasa                                     |
| Leptosiaphos dewittei         | Loveridge, 1934                          | Congo-Kinshasa, Angola                             |
| Leptosiaphos dungeri          | Trape, 2012                              | Nigeria                                            |
| Leptosiaphos fuhni            | Perret, 1973                             | Kameroen                                           |
| Leptosiaphos graueri          | Sternfeld, 1912                          | Burundi, Congo-Kinshasa, Oeganda, Rwanda           |
| Leptosiaphos hackarsi         | De Witte, 1941                           | Congo-Kinshasa, Oeganda                            |
| Leptosiaphos hylophilus       | Laurent, 1982                            | Congo-Kinshasa                                     |
| Leptosiaphos ianthinoxantha   | Böhme, 1975                              | Kameroen                                           |
| Leptosiaphos kilimensis       | Stejneger, 1891                          | Kenia, Soedan, Tanzania                            |
| Leptosiaphos koutoui          | Ineich, Schmitz, Chirio & Lebreton, 2004 | Kameroen                                           |
| Leptosiaphos luberoensis      | De Witte, 1933                           | Congo-Kinshasa                                     |
| Leptosiaphos meleagris        | Boulenger, 1907                          | Burundi, Congo-Kinshasa, Oeganda, Rwanda           |
| Leptosiaphos pauliani         | Angel, 1940                              | Kameroen                                           |
| Leptosiaphos rhodurus         | Laurent, 1952                            | Congo-Kinshasa                                     |
| Leptosiaphos rhomboidalis     | Broadley, 1989                           | Tanzania                                           |
| Leptosiaphos vigintiserierum  | Sjöstedt, 1897                           | Kameroen                                           |